# Anadara cepoides
Anadara cepoides – gatunek morskiego, osiadłego małża z rodziny arkowatych (Arcidae).
Muszla o wymiarach: długość 5,9 cm, wysokość 5,3 cm, średnica 4,6 cm. Żyje na głębokości do 84 metrów. Odżywia się planktonem.
Występuje od Zatoki Kalifornijskiej po Panamę.